# Камподея щетинкова
Камподея щетинкова (Campodea plusiochaeta) — вид прихованощелепних комах ряду двохвостів (Diplura).

## Поширення
Вид поширений в Європі, Північній Африці та Північній Америці. Живе у ґрунті, під камінням або серед алювіальних уламків і звичайний під корою чи мохом. Він також трапляється в сухих середовищах, норах ссавців або садах, але також живе в горах на великій висоті (до 3050 м над рівнем моря).

## Опис
Довжина тіла 2,0–4,0 мм; епікутикула з мікрозубцями; антени з 19–24 антенномерами; церки вкриті довгими макрощетинками.